# Мрки делфин
Мрки делфин или тамни делфин (лат. Lagenorhynchus obscurus, енгл. Dusky dolphin, рус. Тёмный дельфин) је врста сисара из породице океанских делфина (Delphinidae) и парвореда китова зубана (Odontoceti). 

## Распрострањење
Ареал мрког делфина покрива средњи број држава. 
Врста има станиште у Аргентини, Аустралији, Јужноафричкој Републици, Намибији, Новом Зеланду, Перуу и Чилеу.

## Станиште
Врста живи у мору.

## Угроженост
Подаци о распрострањености ове врсте су недовољни.